# Jake Bornheimer
Jacob Nicholas Bornheimer, detto Jake (New Brunswick, 29 giugno 1927 – New Brunswick, 10 settembre 1986), è stato un cestista statunitense, professionista nella BAA e nella NBA.